# Wittelsbacher Palais
Il Wittelsbacher Palais (in italiano: Palazzo Wittelsbacher) era situato a Monaco di Baviera nell'angolo nord-est della Brienner Strasse e della Türkenstraße.

## Storia
L'edificio in mattoni rossi, con un esterno neogotico, fu costruito come palazzo di Massimiliano II di Baviera dal 1843 al 1848 da Friedrich von Gärtner e da Johann Moninger; Dopo la morte di Gärtner il palazzo fu completato dal suo collaboratore Carl Klumpp.
Dal 1848 al 1868 fu il luogo di ritiro di Re Ludovico I, dal 1887 al 1918 servì da residenza di Ludovico III. All'inizio dell'agosto 1914 allo scoppio della prima guerra mondiale il monarca parlò dal balcone del Palazzo alla popolazione.
Nel 1919, fu il luogo di incontro del Aktionskommittee della Repubblica sovietica bavarese. Nell'ottobre del 1933 fu sede della Gestapo, in cui Sophie Scholl e Hans Scholl furono imprigionati il 18 febbraio 1943, fino al loro processo il 22 febbraio. Durante le incursioni aeree a Monaco, il palazzo fu danneggiato nel 1944, e successivamente demolito nel 1964.